# باك واشنطن
باك واشنطن (بالإنجليزية: Buck Washington)‏ هو موسيقي ومغني وعازف بيانو أمريكي، ولد في 16 أكتوبر 1903 في لويفيل في الولايات المتحدة، وتوفي في 31 يناير 1955 في نيويورك في الولايات المتحدة.

## وصلات خارجية
- باك واشنطن على موقع IMDb (الإنجليزية)
- باك واشنطن على موقع ميوزك برينز (الإنجليزية)
- باك واشنطن على موقع ميوزك برينز (الإنجليزية)
- باك واشنطن على موقع قاعدة بيانات برودواي على الإنترنت (الإنجليزية)
- باك واشنطن على موقع قاعدة بيانات برودواي على الإنترنت (الإنجليزية)
- باك واشنطن على موقع أول ميوزيك (الإنجليزية)
- باك واشنطن على موقع ديسكوغز (الإنجليزية)
- باك واشنطن على موقع قاعدة بيانات الفيلم (الإنجليزية)